# 刘澄 (南朝)
刘澄，南朝齐官员，担任遂安县（今浙江淳安县西南）令。
刘澄为官廉正，善医术。性情喜欢清洁，在县里让百姓扫除郭邑，剪除道路杂草。水中消灭虫子污秽，百姓不堪忍受这种折腾，于是以此免官。他和与徐嗣伯齐名。他的儿子刘聪，能继承其家业。